# Armstrong (Londen)
Armstrong is een Brits historisch merk van motorfietsen.
De bedrijfsnaam was: The Armstrong Motorcycle Works, London.
Armstrong begon in 1913 motorfietsen te produceren. Men maakte eigen frames waarin de bekende en betrouwbare 269cc-Villiers-tweetaktmotor werd gemonteerd. In 1914 werd de productie echter weer beëindigd, mogelijk door het uitbreken van de Eerste Wereldoorlog.